# Hugh Cholmondeley, 2. Baron Delamere

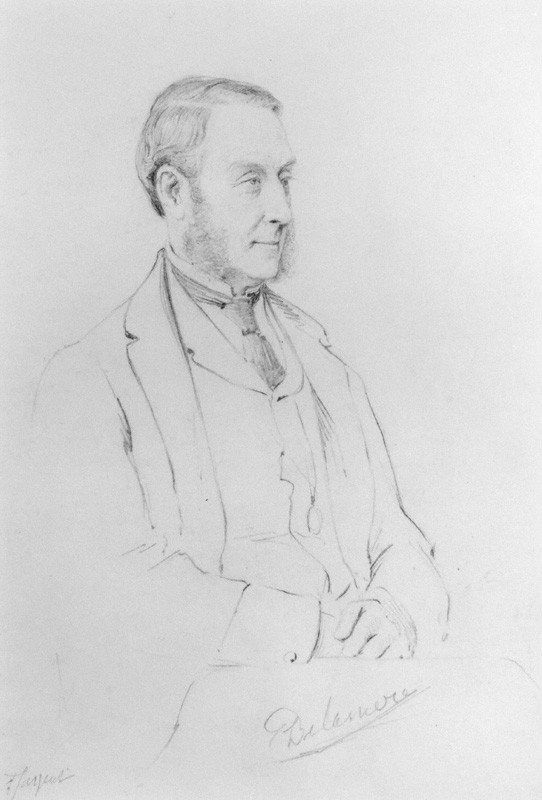
Hugh Cholmondeley, 2. Baron Delamere (Bleistiftzeichnung von Frederick Sargent aus den 1860er oder 1870er Jahren)

Hugh Cholmondeley, 2. Baron Delamere (* 3. Oktober 1811; † 1. August 1887) war ein britischer Peer und Politiker.

## Familie
Hugh Cholmondeley, 2. Baron Delamere, ältester Sohn von Lady Henrietta Elizabeth Williams-Wynn und Lord Thomas Cholmondeley, 1. Baron Delamere, wurde während der Regierungszeit von König Georg III. geboren. Seine Mutter war die Urenkelin von Premierminister George Grenville und sein Vater ein indirekter Nachfahre von Sir Robert Walpole, dem ersten Premierminister des Vereinigten Königreichs.
Er diente als Offizier der 1st Life Guards in der British Army und erreichte dort den Rang eines Lieutenant. Später wurde er Honorary Colonel des 3. Batallions des Cheshire Regiment.
Cholmondeley war von 1840 bis 1841 als Abgeordneter der Tories für das County Denbighshire sowie von 1841 bis 1847 für das Borough Montgomery Mitglied des britischen House of Commons.

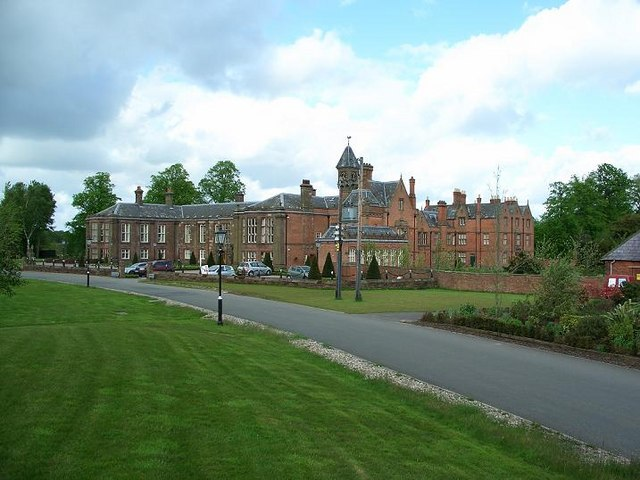
Vale Royal Great House, damaliger Sitz der Barons of Delamere – verkauft 1947

Beim Tod seines Vaters erbte er 1855 dessen Adelstitel als 2. Baron Delamere, sowie dessen Ländereien, einschließlich des damaligen Familiensitzes Vale Royal Abbey in Cheshire (Nordengland). Mit dem Adelstitel war ein Sitz im britischen House of Lords verbunden.
Er heiratete 1848 in erster Ehe Lady Sarah Hay-Drummond († 1859), Tochter von Thomas Hay-Drummond, 11. Earl of Kinnoull. Die Ehe blieb kinderlos. Nach dem Tod seiner ersten Ehefrau heiratete er 1860 Augusta Emily Seymour († 1911), Tochter von Sir George Hamilton Seymour. Mit ihr hatte er zwei Kinder:
- Hugh Cholmondeley, 3. Baron Delamere (* 28. April 1870; † 13. November 1931), ⚭ (1) 1899 Lady Florence Anne Cole, ⚭ (2) 1928 Gwladys Helen Beckett;
- Hon. Sybil Cholmondeley (* 29. Dezember 1871; † 26. Mai 1911),[3] ⚭ 1896 Algernon Edwyn Burnaby.